# Badminton ai XVII Giochi paralimpici estivi
Le gare di badminton ai XVII Giochi paralimpici estivi si sono svolte dal 29 agosto al 2 settembre 2024 presso l'Arena Porte de la Chapelle. 

## Classificazione
Gli atleti del badminton sono stati suddivisi in sei classi differenti, basate sul tipo di disabilità:
- WH1, in carrozzina, con funzionalità delle gambe e del tronco gravemente compromesse;
- WH2, in carrozzina, con lievi disabilità alla funzionalità delle gambe e del tronco;
- SL3, con grave disabilità agli arti inferiori e camminata difficoltosa o con poco equilibrio in corsa, ma che possono gareggiare in piedi;
- SL4, con disabilità agli arti inferiori e problemi di equilibrio più lievi rispetto alla categoria SL3;
- SU5, con disabilità a uno o entrambi gli arti superiori;
- SH6, affetti da acondroplasia[2].

## Formato
Si sono disputati 16 eventi suddivisi in 12 gare individuali e 4 di coppia (due di queste miste, cioè composta da atleti sia maschili che femminili). Ciascun evento è stato composto da una fase eliminatoria a gruppi seguita dalla fase a eliminazione diretta.

## Podi

### Individuali
| Evento    | Classe | Oro            | Argento                   | Bronzo               |
| --------- | ------ | -------------- | ------------------------- | -------------------- |
| Uomini    | WH1    | Qu Zi Mo       | Choi Jung-man             | Thomas Wandschneider |
| Uomini    | WH2    | Daiki Kajiwara | Chan Ho Yuen              | Kim Jung-jun         |
| Uomini    | SL3    | Kumar Nitesh   | Daniel Bethell            | Mongkhon Bunsun      |
| Uomini    | SL4    | Lucas Mazur    | Suhas Lalinakere Yathiraj | Fredy Setiawan       |
| Uomini    | SU5    | Cheah Liek Hou | Suryo Nugroho             | Dheva Anrimusthi     |
| Uomini    | SH6    | Charles Noakes | Krysten Coombs            | Vitor Tavares        |
| Femminile | WH1    | Satomi Sarina  | Pookkham Sujirat          | Yin Meng Lu          |
| Femminile | WH2    | Liu Yu Tong    | Li Hongyan                | Ilaria Renggli       |
| Femminile | SL3    | Xiao Zuxian    | Qonitah Ikhtiar Syakuroh  | Mariam Eniola Bolaji |
| Femminile | SL4    | Cheng Hefang   | Leani Ratri Oktila        | Helle Sofie Sagøy    |
| Femminile | SU5    | Yang Qiuxia    | Thulasimathi Murugesan    | Manisha Ramadass     |
| Femminile | SH6    | Li Fengmei     | Lin Shuangbao             | Nithya Sre Sivan     |

### Di coppia
| Evento    | Classe  | Oro                                         | Argento                                     | Bronzo                                       |
| --------- | ------- | ------------------------------------------- | ------------------------------------------- | -------------------------------------------- |
| Maschile  | WH1-WH2 | Cina Mai Jianpeng Qu Zimo                   | Corea del Sud Jeong Jae-gun Yu Soo-young    | Giappone Hiroshi Murayama Daiki Kajiwara     |
| Femminile | WH1-WH2 | Cina Yin Menglu Liu Yutong                  | Giappone Sarina Satomi Yuma Yamazaki        | Thailandia Sujirat Pookkham Amnouy Wetwithan |
| Misti     | SL3-SU5 | Indonesia Hikmat Ramdani Leani Ratri Oktila | Indonesia Fredy Setiawan Khalimatus Sadiyah | Francia Lucas Mazur Faustine Noël            |
| Misti     | SH6     | Cina Lin Naili Li Fengmei                   | Stati Uniti Miles Krajewski Jayci Simon     | Indonesia Subhan Rina Marlina                |